# Боян (общество)
Боя́н — распространённое название музыкальных обществ, возникавших на Западной Украине с конца XIX века.

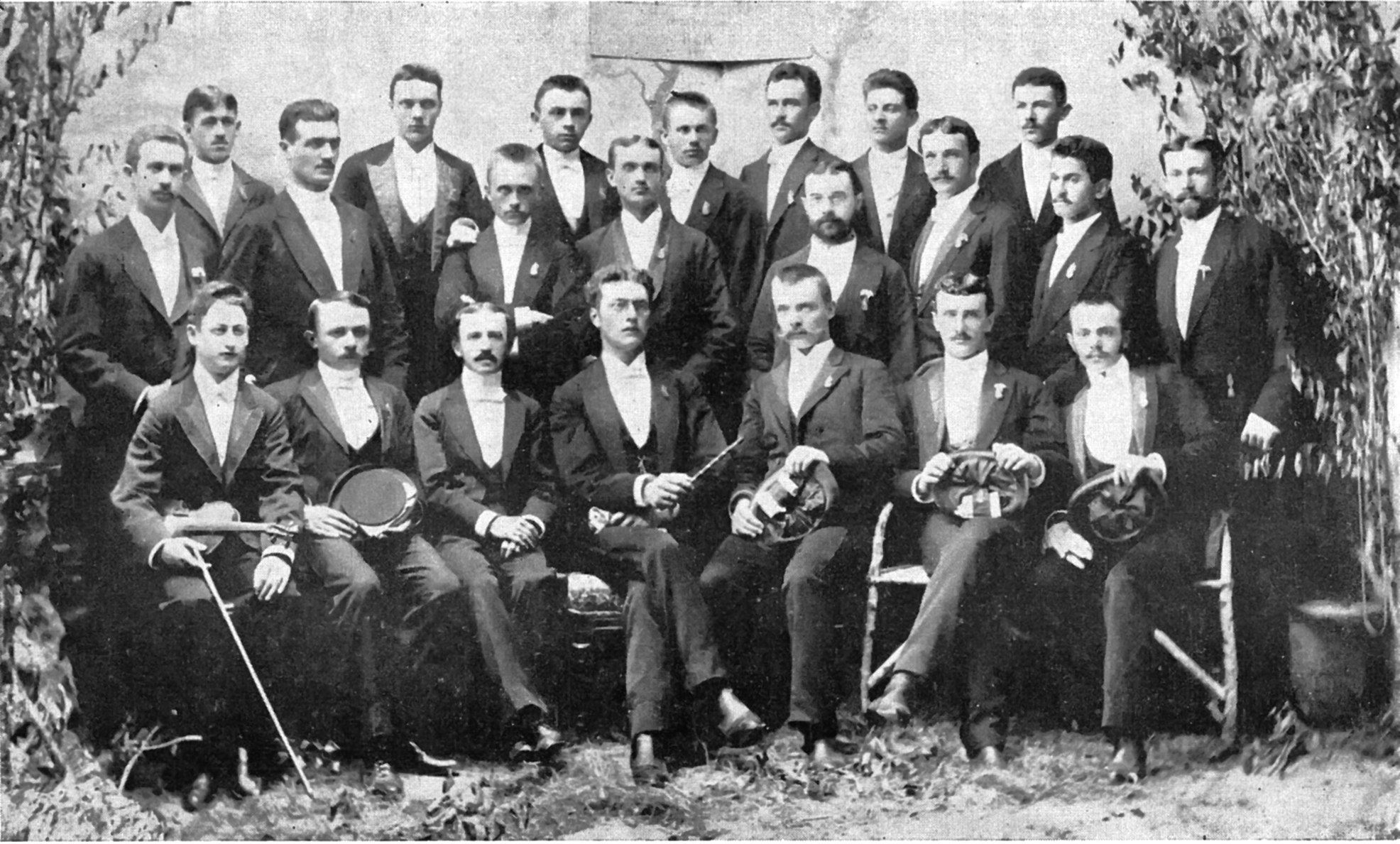
Музыкальное общество «Боян», Львов, 1892 г.

## Общие сведения
Термин Боян является именем сказителя, упомянутого в «Слове о полку Игореве». Оно стало популярным названием музыкальных обществ, возникавших с конца XIX века на Западной Украине. Первое из них было создано В. Шухевичем во Львове, в 1891 году. Оно просуществовало до вхождения города в состав УССР в 1939 году. Подобные организации также возникли в ряде других мест, в частности в Перемышле (1891), Бережанах (1892), Коломые (1895), Черновцах (1899), Тернополе (1901), Стрые (1901), а также в Киеве (1905) и Полтаве (ок. 1910).

## Цель создания
Целью обществ Боян была поддержка исполнения музыки и хорового пения. Первоначально объединяя преимущественно любителей, впоследствии общества стали важными центрами деятельности профессиональных музыкантов. Сначала дирижёров и композиторов, а позже — педагогов музыки и исполнителей инструменталистов. Например, многолетним дирижёром Бояна во Львове работал композитор С. Людкевич.

## Деятельность
При обществах Боян организовывалась самая разнообразная общественно-музыкальная деятельность. Создавались хоровые коллективы, нотные издательства, музыкальные школы, в которых воспитывались как любители, так и профессиональные артисты. Устраивались музыкальные вечера, концерты, конкурсы. В 1903 году состоялся объединительный съезд организаций Боян, учредивший Союз певческих и музыкальных обществ.